# Чарода
Чарода (авар. Чӏарада) — село в Чародинском районе Дагестана. Административный центр и единственный населённый пункт сельского поселения «Село Чарода».

## География
Село находится на берегу реки Каралазулор (бассейн реки Каракойсу), на расстоянии 8 км к северо-западу от села Цуриб, административного центра района.

## История
Образовано в 1923 году путём переселения жителей села Тлях на хутор Чарода. В 1929—1935 и в 1940—1945 годах село являлось административным центром Чародинского района.

## Население
| 1926 | 1939 | 1959 | 1970 | 1989 | 2002 | 2010 |
| ---- | ---- | ---- | ---- | ---- | ---- | ---- |
| 390  | ↘302 | ↗334 | ↗570 | ↘329 | ↗359 | ↗439 |
| 2012 | 2013 | 2014 | 2015 | 2016 | 2017 | 2018 |
| ↘430 | ↘425 | ↘424 | ↘417 | ↗423 | ↗429 | ↗432 |
| 2019 | 2020 | 2021 | 2023 | 2024 | 2025 |      |
| ↗438 | ↘434 | ↗454 | ↗458 | ↘456 | ↘452 |      |